# Mia Wasikowska
Mia Wasikowska (IPA: ˌvɑːʃiˈkɒfskə) (Canberra, 25 ottobre 1989) è un'attrice e regista australiana.

## Biografia
Seconda di tre figli, nasce a Canberra, in Australia, figlia di Marzena Wasikowska, una fotografa polacca, e di John Reid, un fotografo australiano. Ha una sorella, Jess e un fratello più piccolo, Kai. Sin dall'infanzia studia balletto, ma nel 2006 decide di concentrarsi pienamente nella recitazione. Dopo aver preso parte ad una serie di cortometraggi, nel 2007 si mette in mostra nel thriller/horror di Greg McLean Rogue. Nel 2008 prende parte alla serie televisiva In Treatment, dove ricopre il ruolo di Sophie, nello stesso anno recita al fianco di Daniel Craig in Defiance - I giorni del coraggio.
È nel cast del film Amelia, con Hilary Swank e Richard Gere. Il ruolo di Alice in Alice in Wonderland, rivisitazione del regista Tim Burton del classico di Lewis Carroll la fa conoscere al grande pubblico e la afferma come star di Hollywood. Nel film di Burton è affiancata da un cast 'all star' comprendente Helena Bonham Carter, Johnny Depp e Anne Hathaway. Sempre nel 2010 è tra i protagonisti del film I ragazzi stanno bene, con Julianne Moore, Annette Bening e Mark Ruffalo.
Nel 2011 è invece protagonista con Henry Hopper del film L'amore che resta, del regista Gus Van Sant e in Jane Eyre, con Michael Fassbender, Judi Dench e Jamie Bell. Sempre nel 2011 interpreta la cameriera Helen nel film drammatico Albert Nobbs, che vede la co-protagonista una magistrale Glenn Close nei panni di un uomo. Nel 2012 recita nel film Lawless, ed è testimonial del brand Miu Miu e nel 2013 è la protagonista del film Stoker, dove viene diretta dal regista sudcoreano Park Chan-wook e dove recita al fianco di Nicole Kidman e Matthew Goode. Presenta alla 70ª Mostra internazionale d'arte cinematografica di Venezia il film di John Curran, Tracks - Attraverso il deserto tratto dal best seller dell'australiana Robyn Davidson.
Nel 2015 è protagonista del film horror Crimson Peak, diretto da Guillermo del Toro, accanto a Jessica Chastain, Tom Hiddleston e Charlie Hunnam,. Inoltre recita nel film Madame Bovary, adattamento cinematografico del romanzo di Gustave Flaubert. Nel 2016 prende parte al film Alice attraverso lo specchio, diretto da James Bobin e sequel del film del 2010 Alice in Wonderland. Nello stesso anno prende parte al film di Cédric Jimenez HHhH, basato sull'omonimo libro di Laurent Binet ed ottiene un ruolo nel film Damsel, una commedia western diretta da David Zellner e che vede nel cast anche Robert Pattinson.
Nel 2018 è protagonista accanto a Robert Pattinson del western Damsel, presentato in anteprima al Sundance Film Festival il 23 gennaio 2018 e successivamente in concorso al Festival di Berlino.

## Vita privata
Dal 2013 al 2015 ha avuto una relazione con Jesse Eisenberg, conosciuto sul set di Il sosia - The Double.

## Filmografia

### Attrice

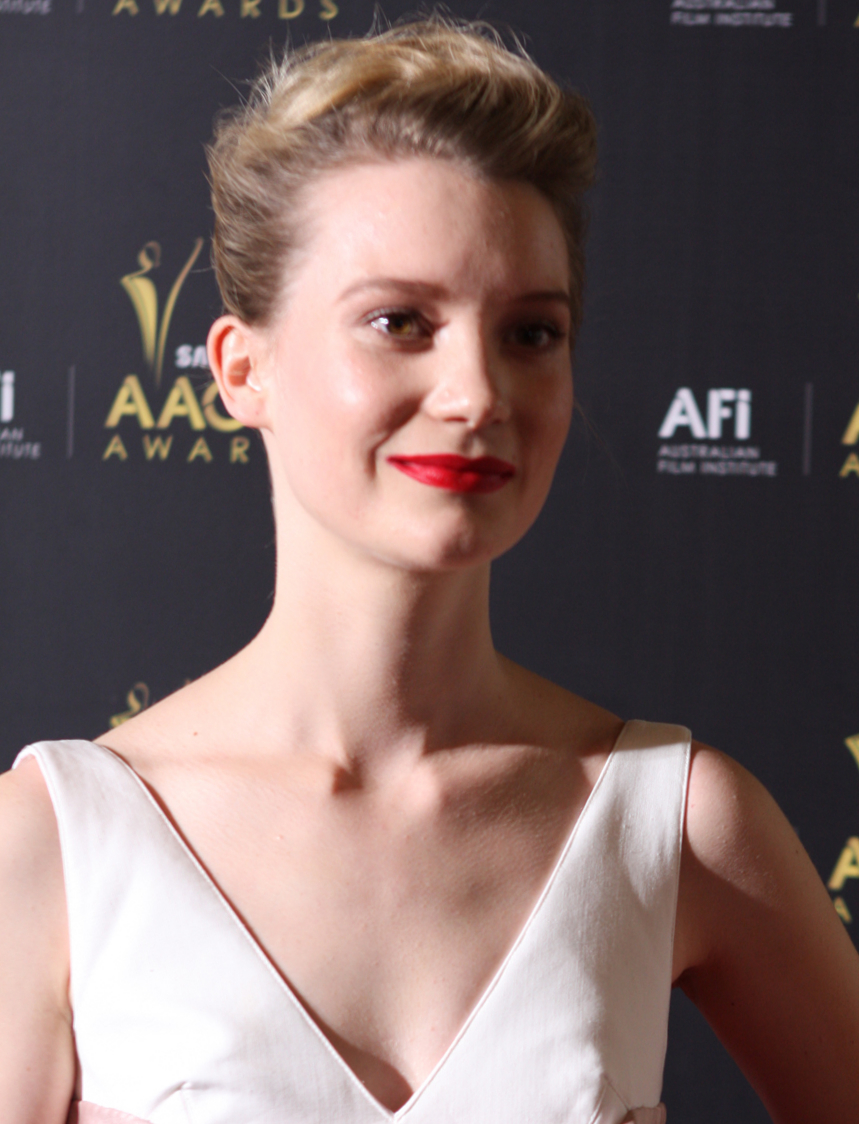
Mia Wasikowska agli AACTA Awards 2012

#### Cinema
- Suburban Mayhem, regia di Paul Goldman (2006)
- September, regia di Peter Carstairs (2007)
- Rogue, regia di Greg McLean (2007)
- Defiance - I giorni del coraggio (Defiance), regia di Edward Zwick (2008)
- That Evening Sun, regia di Scott Teems (2009)
- Amelia, regia di Mira Nair (2009)
- Alice in Wonderland, regia di Tim Burton (2010)
- I ragazzi stanno bene (The Kids Are All Right), regia di Lisa Cholodenko (2010)
- L'amore che resta (Restless), regia di Gus Van Sant (2011)
- Jane Eyre, regia di Cary Fukunaga (2011)
- Albert Nobbs, regia di Rodrigo García (2011)
- Lawless, regia di John Hillcoat (2012)
- Stoker, regia di Park Chan-wook (2013)
- Solo gli amanti sopravvivono (Only Lovers Left Alive), regia di Jim Jarmusch (2013)
- Tracks - Attraverso il deserto (Tracks), regia di John Curran (2013)
- Il sosia - The Double (The Double), regia di Richard Ayoade (2013)
- Maps to the Stars, regia di David Cronenberg (2014)
- Madame Bovary, regia di Sophie Barthes (2014)
- Crimson Peak, regia di Guillermo del Toro (2015)
- Alice attraverso lo specchio (Alice Through the Looking Glass), regia di James Bobin (2016)
- L'uomo dal cuore di ferro (HHhH), regia di Cédric Jimenez (2017)
- Damsel, regia di David Zellner e Nathan Zellner (2018)
- Piercing, regia di Nicolas Pesce (2018)
- Blackbird - L'ultimo abbraccio (Blackbird), regia di Roger Michell (2019)
- Judy & Punch, regia di Mirrah Foulkes (2019)
- Le strade del male (The Devil All the Time), regia di Antonio Campos (2020)
- Sull'isola di Bergman (Bergman Island), regia di Mia Hansen-Løve (2021)
- Club Zero, regia di Jessica Hausner (2023)

#### Televisione
- All Saints – serie TV, 2 episodi (2004-2005)
- In Treatment – serie TV, 9 episodi (2008)

### Regista
- The Turning (segmento Long, Clear View), registi vari (2013)
- Madly (segmento After Birth), registi vari (2015)

## Riconoscimenti
- British Independent Film Awards
  - 2011 – Candidatura alla miglior attrice per Jane Eyre
  - 2013 – Candidatura alla miglior attrice non protagonista per Il sosia - The Double

- Empire Awards
  - 2011 – Candidatura al miglior debutto
  - 2014 – Candidatura alla miglior attrice non protagonista per Stoker

- Hollywood Film Awards
  - 2010 – Attrice dell'anno

- Scream Award
  - 2010 – Candidatura alla miglior attrice fantasy per Alice in Wonderland
  - 2010 – Candidatura alla miglior attrice femminile per Alice in Wonderland

- Screen Actors Guild Award
  - 2011 – Candidatura al miglior cast cinematografico per I ragazzi stanno bene

- Teen Choice Awards
  - 2010 – Miglior combattimento per Alice in Wonderland
  - 2010 – Candidatura alla miglior sorpresa femminile per Alice in Wonderland
  - 2010 – Candidatura alla miglior attrice fantasy per Alice in Wonderland

## Doppiatrici italiane
Nelle versioni in italiano dei suoi lavori, è stata doppiata da:
- Letizia Ciampa in Alice in Wonderland, I ragazzi stanno bene, Jane Eyre, Albert Nobbs, Lawless, Crimson Peak, Alice attraverso lo specchio, L'uomo dal cuore di ferro
- Joy Saltarelli in L'amore che resta, Maps to the Stars, Club Zero
- Chiara Gioncardi in Defiance - I giorni del coraggio, Tracks - Attraverso il deserto
- Domitilla D'Amico in Amelia
- Veronica Puccio in In Treatment
- Valentina Mari in Stoker
- Valentina Favazza in Solo gli amanti sopravvivono
- Vanina Marini in Madame Bovary
- Chiara Oliviero in Blackbird - L'ultimo abbraccio
- Katia Sorrentino in Sull'isola di Bergman
- Gea Riva in Blueback

Da doppiatrice è sostituita da:
- Letizia Ciampa in Alice in Wonderland (videogioco 2010), Disney Infinity 3.0